# Vishvesh Parmar
Vishvesh Parmar (n. 28 de noviembre de 1983 en Anand, Gujarat), es un cantante de playback y compositor de música indio, conocido por su composición titulada "Pankhida", que fue interpretada para una película del cineGujarati titulada, Kevi Rito Jaish. Fue el ganador del premio "Binani Big Gujarati", en el 2012.

## Biografía
Vishvesh Parmar nació en Anand (denominada como la Ciudad de la leche de la India) el 28 de noviembre de 1983 y se crio en Nadiad, ambas ciudades del estado de Gujarat. Asistió a la Escuela Secundaria de St. Mary’s High School y en agosto del 2001, se movió dentro del estado de Vallabh Vidyanagar, para seguir su carrera de ingeniería en el A.D Patel Institute of Technology.

## Carrera
En febrero del 2007, se trasladó a Ahmedabad, Gujarat, donde comenzó a ofrecer sus actuaciones en solitario los fines de semana en los cafés locales. En julio del 2008 se trasladó a Mumbai en Vishvesh, para estudiar ingeniería de sonido y artes de la grabación, y pasó a trabajar como ingeniero de sonido en la industria del cine de Bollywood. En el 2012 hizo su debut como compositor para una película titulada 'Kevi Rito Jaish' con su tema musical titulado 'Pankhida' y 'Kharekhar'.

## Filmografía
| Año  | Título            | Notas                                                                                            |
| 2010 | Rann              | Background Music Mixing Engineer                                                                 |
| 2010 | Phoonk 2          | Background Music Mixing Engineer                                                                 |
| 2010 | Payback           | Background Music Mixing Engineer                                                                 |
| 2010 | Rakta Charitra    | Singer - Mila toh Marega, Assistant Music Composer, Background Music mixing Engineer             |
| 2010 | Rakta Charitra-II | Singer -Mila Toh Marega(Electro Mix), Assistant Music Composer, Background Music mixing Engineer |
| 2012 | Kevi Rite Jaish   | Singer and Music Composer - Pankhida and Kharekhar,                                              |
| 2014 | Gang of Ghosts    | Singer- Ishq Behn ka Dinna                                                                       |
| 2014 | Chachi's Funeral  | Music Composer                                                                                   |